# Heart of Mine
Heart of Mine er en dansk dokumentarfilm fra 2009, der er instrueret af Camilla Maqid.

## Handling
Mount Isa er en mineby midt i den australske ørken, hvor regnen vælter ned. En by fuld af mænd på jagt efter penge men også på flugt fra kærligheden og sig selv. Om stripbarer, poker, whisky, ensomhed og gud.